# Ярослав Глінка
Ярослав Глінка (чеськ. Jaroslav Hlinka; нар. 10 листопада 1976, Прага, Чехословаччина) — чеський хокеїст.

## Ігрова кар'єра
Ярослав Глінка почав грати в хокей у віці чотирьох років і вже у 14 років отримав пропозицію Спарти (Прага), грати за молодіжну команду. Глінка пройшов через всі молодіжні склади команди і в сезоні 1994/95 дебютував у Чеській Екстралізі. У наступні роки він грав головним чином в «Спарті», але також неодноразово грав в командах 1 Ліги, таких як ХК «Слован Усті-над-Лабем» та ХК «Бероунські ведміді». У сезоні 1999/2000 він виграв свій перший титул чемпіона Чехії у складі «Спарти», його внесок у цей успіх 57 очок по системі «гол+пас» 20 + 37. Два роки по тому, Спарта (Прага) знову виграла чемпіонат, а Глінка був найкращим асистентом зробивши 45 передач в лізі. У 13 іграх плей-оф, він додав ще 15 очок в свій доробок бомбардира і зіграв ключову роль у здобутті чемпіонського титулу.
У 2002 році він підписує контракт з «Клотен Флаєрс». З 2002 по 2006 рік він провів 121 матч в Національній лізі за «Клотен», в яких він закинув 48 шайб та зробив 78 передач. В сезоні 2004/05 він також виступав в Росії за місцевий Ак Барс. Кінець сезону 2005/06 Ярослав також не дограв в «Клотені» і переїхав до свого рідного клубу, з яким він виграє ще один чемпіонат Чехії. У наступному сезоні він став найкращим бомбардиром чеської екстраліги, і додав до своєї колекції ще один титул чемпіонів Чехії.
У 2007 році він підписує контракт з клубом НХЛ Колорадо Аваланш‎. 3 жовтня 2007 року він заробив свої перші два пункти бомбардира НХЛ в матчі проти Даллас Старс‎‎. 23 жовтня він закинув свою першу шайбу в матчі проти Едмонтон Ойлерс‎‎‎. У складі «лавин», він грав в основному зі своїм співвітчизником Міланом Гейдуком та американцем Полом Штястни. Загалом в НХЛ він провів 63 матча та набрав 28 очок (8 + 20).
У травні 2008 року Глінка підписав дворічний контракт з шведським клубом «Лінчепінг», що грає в Елітсерії, тут він зустрічає свого колишнього тренера Славоміра Ленера. Наступні два сезони він проводить навпіл у двох клубах виступаючи на початку сезону за «Спарту», а кінець сезону за «Лінчепінг». Сезон 2011/12 пройшов за тією ж схемою, різниця лише в тому, що в Чехії він грав за ХК «Пльзень» замість «Спарти». Минулий сезон Ярослав повністю провів у складі «Спарти», зігравши 52 гри та набравши 51 очко (16 + 35).

## Виступи за збірну
Ярослав Глінка відзначився і у складі збірної Чехії, грав в семи чемпіонатах світу і завоював одну золоту та одну срібну медаль. Всього Глінка провів понад 100 матчів за збірну Чехії, в яких він закинув 19 шайб.

## Нагороди та досягнення
- Найкращий бомбардир Кубка Шпенглера 2001 року.
- Найкращий асистент чеської екстраліги сезону 2001/02.
- Чемпіон Чехії у складі клубу «Спарта» (Прага) 2000, 2002, 2006 та 2007 років.
- Найкращий бомбардир чеської екстраліги сезону 2006/07 — 57 очок (19 + 38).
- Золота медаль чемпіонату світу 2001 року.
- Срібна медаль чемпіонату світу 2006 року.